# Gudrun Kopp (Politikerin, 1950)

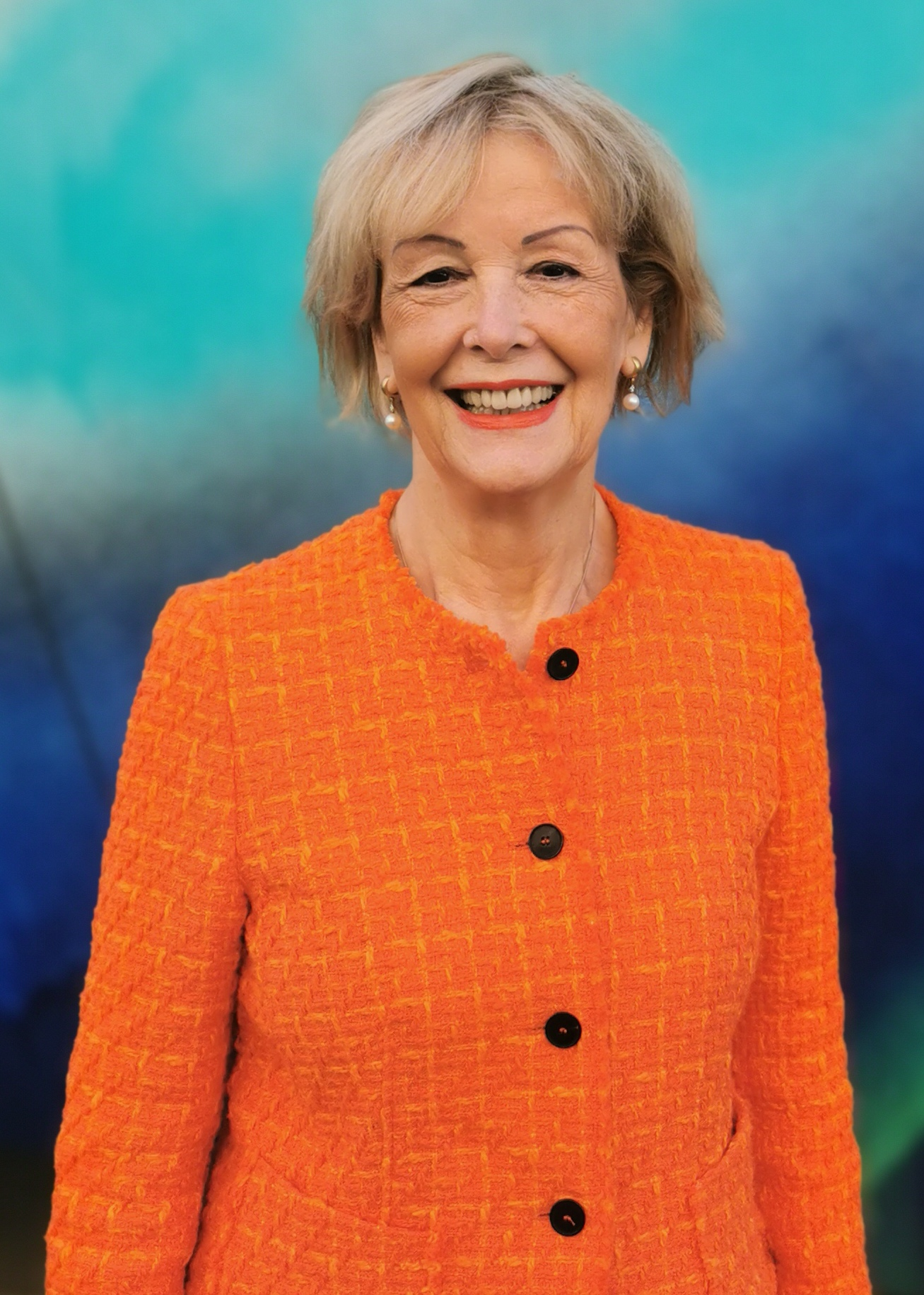
Gudrun Kopp (2021)

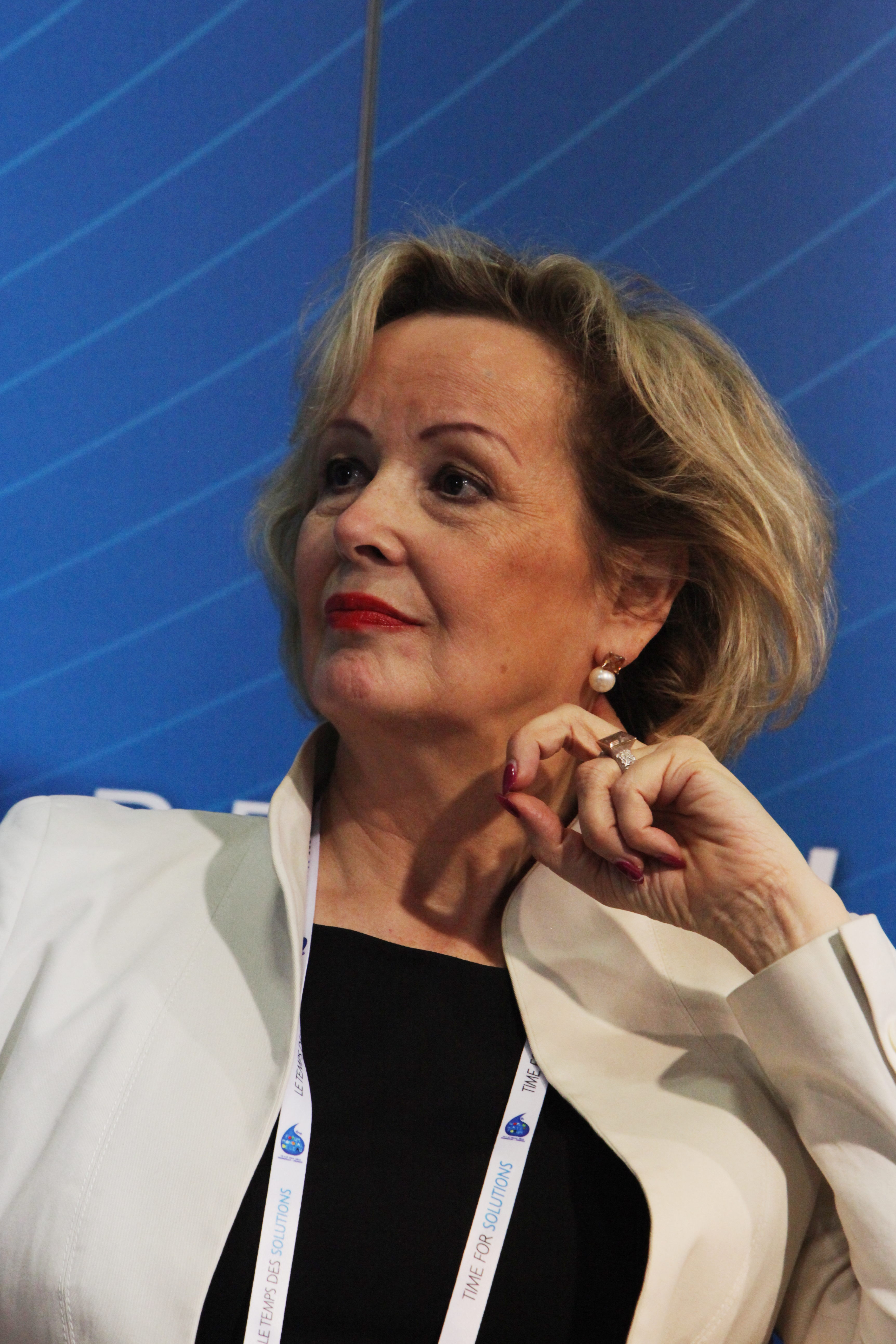
Gudrun Kopp (2012)

Gudrun Kopp (* 18. Oktober 1950 in Kloster Neuendorf) ist eine deutsche Politikerin (FDP). Von 2009 bis 2013 war sie Parlamentarische Staatssekretärin beim Bundesministerium für wirtschaftliche Zusammenarbeit und Entwicklung.

## Leben und Beruf
Die gebürtige Altmärkerin Gudrun Kopp wohnt seit 1953 in Nordrhein-Westfalen. Sie machte zunächst eine Ausbildung zur Exportkauffrau und absolvierte anschließend ein FH-Studium zur staatlich geprüften Dolmetscherin und Übersetzerin der Sprachen Englisch und Spanisch. Anschließend war sie zunächst unter anderem in einem Elektrokonzern und einem kunststoffverarbeitenden Unternehmen und danach freiberuflich tätig.
Gudrun Kopp lebt in der Stadt Lage im Kreis Lippe. Sie ist verheiratet und hat zwei Kinder.

## Partei
Sie war von 1993 bis 1996 Vorsitzende des FDP-Kreisverbandes Lippe. Von 1995 bis 2011 war sie Vorsitzende des FDP-Bezirksverbandes Ostwestfalen-Lippe und gehört seit 1996 dem Landesvorstand der FDP in Nordrhein-Westfalen an.

## Abgeordnete
Von 1979 bis 1994 gehörte Gudrun Kopp dem Rat der Stadt Lage an. Hier war sie unter anderem Vorsitzende des Finanzausschusses und der FDP-Fraktion.
Von 1994 bis 2004 war sie Mitglied der erweiterten Kreistagsfraktion.
Von 1998 bis 2013 war sie Mitglied des Deutschen Bundestages. Hier war sie bis September 2009 Sprecherin der FDP-Bundestagsfraktion für Energiepolitik und Welthandel. Gudrun Kopp hatte im September 2012 bekannt gegeben, nicht mehr für den 18. Deutschen Bundestag zu kandidieren und sich neuen Aufgaben widmen zu wollen.
Gudrun Kopp zog stets über die Landesliste Nordrhein-Westfalen in den Bundestag ein.

## Öffentliche Ämter
Vom 28. Oktober 2009 bis zum 17. Dezember 2013 war Gudrun Kopp Parlamentarische Staatssekretärin beim Bundesminister für wirtschaftliche Zusammenarbeit und Entwicklung, Dirk Niebel.